# John A. Russo
John A. Russo (nascut el 2 de setembre de 1939), de vegades acreditat com a Jack Russo o John Russo, és un guionista i director de cinema nord-americà més comunament associat amb la pel·lícula clàssica de terror de 1968 La nit dels morts vivents, que va coescriure amb el director George Romero. Com a guionista, els seus crèdits inclouen La nit dels morts vivents , Les Majorettes, Midnight i Santa Claws. Aquestes dues últimes, també els va dirigir. Ha interpretat petits papers com a actor, sobretot el primer ghoul que és apunyalat al cap a La nit dels morts vivents, així com cameos a There's Always Vanilla i House of Frankenstein 1997. Va ser l'editor i editor en cap de la revista Scream Queens Illustrated que comptava amb estrelles populars de pel·lícules de terror i altres gèneres.

## Carreres professionals
Russo va assistir a la West Virginia University mentre que el seu amic Rudy Ricci va assistir a la Carnegie Mellon University a Pittsburgh. Ricci va conèixer George A. Romero a Carnegie Mellon i va presentar Russo a Romero durant les vacances de Nadal de Russo. Després de la universitat, Russo va ser reclutat a l'exèrcit i va fer un període de dos anys.Plantilla:Sfn. Mentrestant, Romero amb Russell Streiner van formar The Latent Image per produir pel·lícules comercials amb l'objectiu de fer un llargmetratge. Quan Russo va sortir de l'exèrcit, es va unir als seus amics a The Latent Image i aviat es van fer plans per a un llargmetratge. Russo va elaborar una idea aproximada sobre un home jove que va ensopegar amb una gran quantitat de ghouls alimentant-se de cadàvers humans. A Romero li va encantar la idea i uns dies després la va presentar el Russo amb quaranta pàgines d'una història basada en la idea. La pel·lícula finalment es va convertir en La nit dels morts vivents que va portar a Romero Sèrie Dead i la Living Dead, amb aquesta última basada en una història de Russo.
Russo va ser autor de moltes novel·les i, com el seu amic Romero, va començar a fer pel·lícules pròpies. The Booby Hatch va ser una comèdia sexual estrenada el 1976. Midnight va ser una adaptació de la novel·la de Russo de amb el mateix nom i estrenada el 1982. La seva novel·la The Majorettes va ser adaptada pel mateix Russo i dirigida per Bill Hinzman que va interpretar el Cemetery Zombie a La nit dels morts vivents. La següent pel·lícula de Russo va ser Heartstopper que va comptar amb els actors de "nom" Michael J. Pollard i Moon Unit Zappa. Russo la considera la seva preferida. de les pel·lícules que ha dirigit.
Russo també és el fundador i un dels co-mentors (juntament amb Russell Streiner) del programa de creació de pel·lícules de John Russo al DuBois Business College a DuBois (Pennsilvània).
Russo va néixer i va créixer a Clarion (Pennsilvània) i viu a Glassport (Pennsilvània).

## Filmografia
| Any  | Pel·lícula                                                               | Director | Guionista | Productorr   | Notes                              |
| ---- | ------------------------------------------------------------------------ | -------- | --------- | ------------ | ---------------------------------- |
| 1968 | La nit dels morts vivents                                                | No       | Sí        | No           | Coescrita amb George A. Romero     |
| 1971 | There's Always Vanilla aka The Affair                                    | No       | No        | Sí           |                                    |
| 1976 | The Booby Hatch aka Dirty Book Store i The Liberation of Cherry Janowski | Sí       | Sí        | Sí           |                                    |
| 1982 | Midnight aka Backwoods Massacre                                          | Sí       | Sí        | No           | Also novel                         |
| 1985 | The Return of the Living Dead                                            | No       | Story     | No           |                                    |
| 1986 | The Majorettes aka One by One                                            | No       | Sí        | Sí           | Also novel                         |
| 1990 | Night of the Living Dead                                                 | No       | No        | Sí           |                                    |
| 1991 | Voodoo Dawn aka Strange Turf (USA)                                       | No       | Sí        | No           | També novel·la                     |
| 1992 | Scream Queens Swimsuit Sensations                                        | Sí       | No        | No           |                                    |
| 1993 | Midnight 2 aka Midnight 2: Sex, Death and Videotape (USA: video title)   | Sí       | Sí        | No           |                                    |
| 1993 | Heartstopper aka Dark Craving (USA: video title)                         | Sí       | Sí        | No           |                                    |
| 1996 | Scream Queens' Naked Christmas aka 'Tis the Season                       | Sí       | Sí        | No           |                                    |
| 1996 | Santa Claws aka 'Tis the Season                                          | Sí       | Sí        | Sí           |                                    |
| 1999 | Night of the Living Dead: 30th Anniversary Edition                       | Sí       | Sí        | Co-Executive | Director and writer for new scenes |
| 2001 | Children of the Living Dead                                              | No       | No        | Executive    |                                    |
| 2002 | Saloonatics                                                              | Sí       | Sí        | No           |                                    |
| 2016 | My Uncle John Is a Zombie                                                | Sí       | Sí        | No           |                                    |

### Com a actor
- My Uncle John is a Zombie (2016) .... Uncle John
- House of Frankenstein 1997 (1997) (minisèrie) .... Honor Guard
- Santa Claws (1996) (com John Russo) .... Detective
  - a.k.a.  'Tis the Season
- The Inheritor (1990) .... paper desconegut
- The Majorettes (1986) (as John Russo) .... Dr. Gibson the Coroner
  - a.k.a. One by One
- There's Always Vanilla (1971) (sense acreditar) .... Productor musical
  - a.k.a. The Affair
- Night of the Living Dead (1968) (sense acreditar) .... Washington military reporter/Ghoul in house

### Aparicions a documentals
- More Brains! A Return to the Living Dead (2011)...Ell mateix
- One for the Fire: The Legacy of Night of the Living Dead  (2008)...Ell mateix (also served as associate producer)
- UnConventional (2004) .... Ell mateix
- The Dead Walk: Remaking a Classic (1999) (V) .... Ell mateix

Note: this is a "making-of" special featured on the DVD edition of the 1990 remake of Night of the Living Dead.
- A-Z of Horror (1997) (mini) TV Series .... Ell mateix
  - a.k.a. Clive Barker's A-Z of Horror (UK: complete title)
- Night of the Living Dead: 25th Anniversary Documentary (1993) (V) .... Ell mateix

Note: this is a 25th Anniversary special featured on a video release of the original Night of the Living Dead film.
- Horror F/X (1989) (V) .... Ell mateix

Note: Russo interviews frequent collaborator and fellow Pittsburgh horror movie maker, Tom Savini, in this low-budget shot-on-video documentary.
- Drive-In Madness! (1987) .... Ell mateix
  - a.k.a. Screen Scaries (USA: video title)

### Còmics
Amb Avatar Press ha escrit alguns còmics:
- Escape of the Living Dead[14]
- George A. Romero's Night of the Living Dead[15]
- Plague of the Living Dead[16]